# If Day

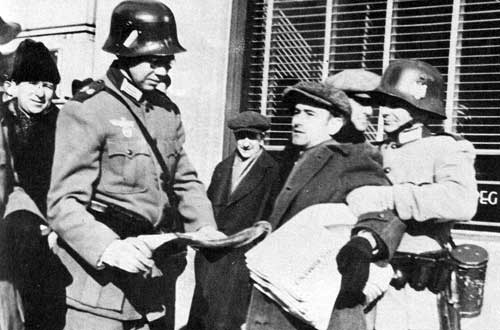
Voluntários vestidos como soldados alemães abordam um vendedor de jornais.

If Day foi uma simulação de invasão e ocupação da cidade canadense de Winnipeg por tropas da Alemanha Nazista. O evento ocorreu em 19 de fevereiro de 1942, em plena Segunda Guerra Mundial, e foi realizado pela Greater Winnipeg Victory Loan, uma organização com o objetivo de arrecadar fundos para financiar o esforço de guerra do Canadá. O intuito era de alertar as pessoas comuns sobre o perigo de uma invasão nazista e, desse modo, estimular a população a fazer doações em dinheiro. O simulado foi o maior exercício militar em Winnipeg até então.
O If Day incluiu um combate encenado entre as tropas canadenses e voluntários vestidos como soldados alemães, a prisão de políticos importantes, a imposição do regime nazista, e um desfile. No mesmo dia do evento, foram arrecadados mais de 3 milhões de dólares canadenses apenas em Winnipeg. O simulado foi o tema de um documentário de 2006, e foi incluído no filme My Winnipeg, dirigido por Guy Maddin.

## Contexto
O If Day foi um evento idealizado para incentivar a compra de títulos de guerra. Estes títulos serviam como empréstimos ao governo para permitir o aumento dos gastos militares, e eram vendidos para pessoas físicas e jurídicas em todo o Canadá, que na época estava em guerra contra a Alemanha Nazista. O If Day foi a segunda campanha da Victory Loan para a Segunda Guerra Mundial. A arrecadação começou em 16 de fevereiro de 1942, três dias antes do simulado, e continuou até 9 de março. A meta de captação de recursos na província de Manitoba era de 45 milhões de dólares, sendo 24,5 milhões somente na cidade de Winnipeg. O Greater Winnipeg Victory Loan, braço regional do National War Finance Committee, na época comandado pelo empresário John Draper Perrin, foi quem organizou o If Day. Os idealizadores acreditavam que trazer a guerra (ou melhor, uma simulação da mesma) para perto das pessoas comuns, resultaria em uma mudança de atitude daqueles que não estavam diretamente afetados pelo conflito.
O comitê elaborou um mapa de Manitoba, que foi dividido em 45 seções, cada uma representando 1 milhão de dólares do total da meta de captação de recursos. Como o dinheiro veio daqueles que venderam os títulos de guerras, as seções foram "reivindicadas" pelos invasores nazistas. O mapa foi fixado na esquina da Portage com a Main, o cruzamento central da cidade. A campanha foi divulgada em jornais locais dias antes do evento, apesar disso, a "invasão" pegou muitos cidadãos de surpresa. Para evitar uma correria aos abrigos de emergência, os moradores da cidade vizinha, no norte de Minnesota, também foram avisados, porque as transmissões de rádio dramatizando a ocupação nazista poderiam ser recebidas nessa área. Aeronaves da Força Aérea Canadense pintadas para parecerem caças alemães sobrevoaram a cidade em 18 de fevereiro de 1942. Selkirk, uma pequena cidade a nordeste de Winnipeg, realizou a sua própria simulação para angariação de fundos, um apagão de uma hora e bombardeio simulado em 18 de fevereiro, também como parte da preparação para o principal evento do If Day.

## Eventos
A simulação foi o maior exercício militar já realizado em Winnipeg. Participaram 3 500 membros do exército canadense, provenientes de todas as unidades existentes na cidade. As forças de defesa foram comandados pelos coronéis E. A. Pridham e D. S. McKay. As tropas foram retiradas do 18th (Manitoba) Armoured Car Regiment, do No. 10 District Engineers and Signals, da Royal Winnipeg Rifles, do Winnipeg Grenadiers, da Winnipeg Light Infantry, da Queen's Own Cameron Highlanders of Canada, da Guarda de Veteranos do Canadá (incluindo mais de 300 veteranos da Primeira Guerra Mundial), e alguns de grupos de reserva e civis. As forças "nazistas" foram compostas de voluntários da Young Men's Board of Trade, que usaram uniformes alugados de Hollywood e pintaram seus rostos para simular cicatrizes de sabre. Foram comandados por Erich von Neurenberg. Ao todo, cerca de 3 mil dólares foram gastos no evento.
As "forças nazistas" chegaram na cidade antes de 05:30 do dia 19 de fevereiro. Um locutor de rádio foi detido e seu microfone comandado por transmissões de rádio, com início às 05h45min. Tropas "nazi" foram alocadas no lado oeste da cidade, meia hora após as primeiras patrulhas. As tropas canadenses foram amontoados no quartel de Fort Osborne quartel e nos arsenais de Minto e Macgregor às 6:30 da manhã. Meia hora depois as sirenes antiaéreas soaram e foi ordenado um apagão, em preparação para a invasão. A blitzkrieg aérea começou antes das 7:00 com bombardeios simulados. Às 7:03 horas da manhã, as tropas começaram seu ataque simulado sobre a cidade, que foi defendida por um pequeno grupo de soldados ativos e da reserva assistidos por grupos comunitários locais. Os defensores formaram um perímetro em torno das áreas industrial e do centro da cidade, a cerca de 5 km da Câmara Municipal, retirando-se a um perímetro de 3 km em 7:45.
O combate incluiu movimentos de tropas em larga escala e a destruição simulada de grandes pontes. Nove formações de tropas realizaram três posições de cada um durante a sequência de invasão bem roteirizada, elas foram encaminhadas via telefone (uma linha por formação) e os sinais de flash-lâmpada da sede estabelecida no edifício da Câmara de Comércio. O padrão defensivo utilizado foi semelhante ao utilizado durante a Primeira Guerra Mundial, em Paris, para conduzir os soldados para a frente. Tanques leves foram postados em entroncamentos rodoviários e ferroviários quando a luta se intensificou. Trinta veículos anti-aéreas dispararam espaços em aviões de combate aéreo, assistido por artilheiros anti-aéreos em edifícios do centro. A primeira vítima simulada foi relatada às 8 horas. Estações de curativos foram criadas em pontos estratégicos para tratar as vítimas de simulação, pois eles também trataram as duas vítimas reais do evento - um soldado que torceu o tornozelo, e uma mulher que cortou o polegar preparando uma torrada durante o apagão no início da manhã.
Às 09h30min, os defensores se renderam ao "nazistas" e retiraram-se para o ponto de agrupamento no centro da cidade, e a cidade foi ocupada. Os nazistas falsos começaram uma campanha de assédio generalizado, o envio de tropas armadas por toda a cidade. Um tanque foi conduzido para baixo da Portage Avenue, uma das principais ruas do centro da cidade. Algumas pessoas foram levadas para um campo de internamento em Lower Fort Garry. Aqueles internados, incluindo políticos locais proeminentes como o Premier John Bracken (preso com vários membros da seu gabinete em uma reunião caucus), o prefeito John Queen, o vice-governador de Manitoba Roland Fairbairn McWilliams, e embaixador da Noruega em visita aos Estados Unidos Wilhelm de Morgenstierne. Um membro do conselho, Dan McClean, escapou, mas foi recapturado após uma busca intensiva. O chefe de Polícia George Smith evitou a captura, porque ele foi jantar fora quando os soldados chegaram ao seu escritório. A bandeira britânica em Lower Fort Garry foi substituída pela suástica. A cidade foi renomeada "Himmlerstadt", e a Main Street foi batizada de "Hitlerstrasse".
Erich von Neurenberg foi nomeado Gauleiter (líder provincial). Ele foi assistido por George Waight, que atuou como chefe da Gestapo local. Seu propósito era ajudar Hitler em seus planos para tirar proveito do Canadá, de relativamente baixa densidade populacional para colonizar o país. Von Neurenberg emitiu o seguinte decreto, que foi publicado por toda a cidade: